# Danny Boffin
Danny Boffin (Sint-Truiden, 10 juli 1965) is een Belgische voetbalcoach en voormalig voetballer.
Hij was een linkermiddenvelder die soms ook op de rechterflank werd uitgespeeld. In sommige gevallen speelde hij ook op de positie van linksachter. Boffin werd opgeleid bij STVV, brak door bij Club Luik en maakte nadien de overstap naar RSC Anderlecht. Na meer dan drie seizoenen bij het Franse FC Metz keerde hij terug naar STVV. In 2004 sloot hij zijn spelerscarrière af bij Standard Luik. Boffin speelde ook 53 keer voor de Rode Duivels, met wie hij deelnam aan drie opeenvolgende wereldkampioenschappen. Boffin was een middenvelder die door zijn kleine gestalte en snelheid de bijnaam Speedy (of Mobylette in Franstalig België) meekreeg.

## Spelerscarrière

### STVV
Danny Boffin sloot zich op 11-jarige leeftijd aan bij Sint-Truidense VV. Hij doorliep alle jeugdreeksen van de Limburgse club en maakte in 1984, onder trainer Eric Vanlessen, de overstap naar het eerste elftal. STVV vertoefde op dat ogenblik in tweede klasse. In 1986 nam Guy Mangelschots het roer over. Onder impuls van talentvolle jongeren als Boffin en Marc Wilmots promoveerde STVV in 1987 terug naar eerste klasse.

### Club Luik
De prestaties van de 22-jarige middenvelder waren ook het naburige Luik niet ontgaan. Na de titel in tweede klasse stapte Boffin over naar het Club Luik van trainer Robert Waseige. De jonge Limburger werd er meteen een vaste waarde en veroverde er in zijn eerste seizoen meteen een Europees ticket. In het seizoen 1988/89 schakelde Club Luik in de UEFA Cup topclub Benfica en Union Luxemburg uit. In de 1/8 finale werden Boffin en zijn ploegmaats op hun beurt uitgeschakeld door het Juventus van coach Dino Zoff.
In eigen land deed Club Luik het ook voortreffelijk. De Luikenaars werden derde in de competitie en bereikten de halve finale van de beker. Een jaar later eindigde het team in de middenmoot, maar bereikte het wel de kwartfinale van de UEFA Cup. Het team van Boffin werd door het Duitse Werder Bremen uit het toernooi gewipt. Club Luik sloot het seizoen uiteindelijk wel nog af als bekerwinnaar. De manschappen van Waseige versloegen in de finale Germinal Ekeren met 2-1.
In 1991 botste Club Luik in de kwartfinale van de Europacup II opnieuw op Juventus. De Italianen wonnen zowel de heen- als terugwedstrijd.

### RSC Anderlecht
De opvallende resultaten van Club Luik in zowel de binnen- als de buitenlandse competities leverden tal van spelers de interesse van RSC Anderlecht op. In 1991 versierde Boffin samen met ploegmaats Jean-François De Sart en Jean-Marie Houben een transfer naar de hoofdstad. Van het drietal kon enkel Boffin zich doorzetten bij paars-wit. Zowel De Sart als Houben verliet de club na twee seizoenen.
De razendsnelle Limburger speelde één seizoen onder Aad de Mos. In dat jaar werd de Nederlandse coach verenigd met Bruno Versavel, een linkermiddenvelder die hij nog kende van bij KV Mechelen. Door de concurrentie met Versavel schoof Boffin regelmatig op naar de rechterflank.
Ook onder De Mos' opvolgers Luka Peruzović en Johan Boskamp bleef Boffin een titularis. In het seizoen 1992/93 was hij zelfs goed voor 9 doelpunten. Dat jaar pakte hij met Anderlecht ook zijn eerste landstitel. In het volgende seizoen werd paars-wit opnieuw kampioen en wist het ook de beker te veroveren. Toch werd het seizoen voor een groot deel overschaduwd door de vroege uitschakeling in de Champions League en de zware nederlaag tegen Werder Bremen. Anderlecht was in Bremen 0-3 voorgekomen, na een goal van Philippe Albert en twee van Boffin, waaronder een knap afstandsschot van op zo'n 20 m. Ondanks de voorsprong verloren de Brusselaars nog met 5-3.
Midden jaren 90 vertrokken tal van sterkhouders naar het buitenland. Boffin, die wel in Anderlecht bleef, werd daardoor de oudste speler in de selectie.

### FC Metz
In 1997 verhuisde de 32-jarige Boffin naar Frankrijk, dat zich op dat ogenblik volop aan het voorbereiden was op het WK 1998. Hij tekende er een contract voor drie seizoenen bij het FC Metz van trainer Joël Muller. De onverslijtbare middenvelder werd ook bij de Franse eersteklasser een vaste waarde. Hij speelde een belangrijke rol op het middenveld, achter de talentvolle aanvaller Robert Pirès. In zijn eerste seizoen stond Metz meermaals aan de leiding. Het team van Boffin werd uiteindelijk vicekampioen. Een jaar later verloor de club de finale van de Coupe de la Ligue. In totaal kwam Boffin meer dan 100 keer in actie voor Les Grenats. In januari 2001 werd het contract van Boffin na overleg met trainer Albert Cartier niet verlengd.

### Terugkeer naar STVV
In januari 2001 keerde de 36-jarige Boffin terug naar zijn Sint-Truiden, hoewel hij ook kon rekenen op de interesse van AA Gent, Sporting Charleroi en Fortuna Sittard. Onder zijn impuls nam STVV afstand van de degradatiezone en nestelde het zich in de middenmoot. In het seizoen 2002/03 werden de Limburgers vierde in de competitie en bereikten ze ook de bekerfinale. In die finale verloor STVV met 3-1 van La Louvière. Boffin was ondanks zijn leeftijd de draaischijf van het elftal. In januari 2003 werd hij derde in de uitslag van de Gouden Schoen. Enkele maanden later werd de Limburger vijfde in het referendum van de Profvoetballer van het Jaar. In zowel 2002 als 2003 won hij de 12de Man Trofee.

### Standard Luik
In december 2003 maakte Boffin nog een laatste, opmerkelijke transfer. De 39-jarige middenvelder verliet STVV en tekende een prestatiegericht contract bij Standard Luik. Gewezen ploegmaat Marc Wilmots werd als bemiddelaar ingeschakeld bij Boffins terugkeer naar Luik. Maar de toptransfer werd een flop. Boffin kreeg amper speelkansen van trainer Dominique D'Onofrio en werd geteisterd door blessures. Aan het einde van het seizoen 2003/04 mocht hij vertrekken. Boffin wilde aanvankelijk niet stoppen met voetballen, maar wegens een gebrek aan interesse van clubs uit eerste klasse besloot de gewezen Rode Duivel toch een punt achter zijn carrière te zetten.

## Statistieken
| Seizoen | Club              | Land      | Competitie     | Wed. | Goals |
| ------- | ----------------- | --------- | -------------- | ---- | ----- |
| 1985/86 | Sint-Truidense VV | België    | Tweede Klasse  | 30   | 5     |
| 1986/87 | Sint-Truidense VV | België    | Tweede Klasse  | 30   | 3     |
| 1987/88 | FC Luik           | België    | Jupiler League | 33   | 0     |
| 1988/89 | FC Luik           | België    | Jupiler League | 32   | 3     |
| 1989/90 | FC Luik           | België    | Jupiler League | 34   | 3     |
| 1990/91 | FC Luik           | België    | Jupiler League | 30   | 2     |
| 1991/92 | RSC Anderlecht    | België    | Jupiler League | 31   | 4     |
| 1992/93 | RSC Anderlecht    | België    | Jupiler League | 34   | 9     |
| 1993/94 | RSC Anderlecht    | België    | Jupiler League | 33   | 4     |
| 1994/95 | RSC Anderlecht    | België    | Jupiler League | 28   | 6     |
| 1995/96 | RSC Anderlecht    | België    | Jupiler League | 33   | 5     |
| 1996/97 | RSC Anderlecht    | België    | Jupiler League | 29   | 2     |
| 1997/98 | FC Metz           | Frankrijk | Ligue 1        | 29   | 2     |
| 1998/99 | FC Metz           | Frankrijk | Ligue 1        | 31   | 3     |
| 1999/00 | FC Metz           | Frankrijk | Ligue 1        | 33   | 4     |
| 2000/01 | FC Metz           | Frankrijk | Ligue 1        | 20   | 0     |
| 2000/01 | Sint-Truidense VV | België    | Jupiler League | 16   | 5     |
| 2001/02 | Sint-Truidense VV | België    | Jupiler League | 34   | 11    |
| 2002/03 | Sint-Truidense VV | België    | Jupiler League | 34   | 12    |
| 2003/04 | Sint-Truidense VV | België    | Jupiler League | 13   | 1     |
| 2003/04 | Standard Luik     | België    | Jupiler League | 4    | 0     |
|         |                   |           | Totaal         | 594  | 84    |

## Nationale ploeg
Danny Boffin speelde 53 interlands en scoorde één keer voor de Rode Duivels. Hij maakte zijn debuut voor de nationale ploeg op 23 augustus 1989 in de vriendschappelijke thuiswedstrijd tegen Denemarken (3-0). Boffin moest in dat duel, het eerste onder leiding van bondscoach Walter Meeuws, na tachtig minuten plaatsmaken voor collega-debutant Vital Borkelmans. Zijn eerste en enige interlandtreffer maakte hij op 3 juni 1998 in de vriendschappelijke thuiswedstrijd tegen Colombia (2-0).
Boffin nam in 1994 deel aan het WK in de Verenigde Staten. Hij mocht van bondscoach Paul Van Himst twee keer starten in de groepsfase. In de tweede ronde werd België uitgeschakeld door Duitsland. Boffin mocht in dat duel na 66 minuten invallen voor Rudi Smidts.
Vier jaar later nam Georges Leekens hem ook meer naar WK in Frankrijk. Boffin speelde op dat ogenblik in Frankrijk voor FC Metz. De middenvelder blesseerde zich in de tweede groepswedstrijd tegen Mexico aan de linkerknie. Hij werd na 17 minuten vervangen door Gert Verheyen.
Van zijn ex-coach Robert Waseige mocht hij niet mee naar Euro 2000, het Europees kampioenschap dat België samen met Nederland organiseerde. Boffin viel net als Toni Brogno op het laatste moment af. Twee jaar later nam Waseige hem wel mee naar het WK in Japan en Zuid-Korea. De 36-jarige speler van STVV kwam tijdens het toernooi niet van de bank.

## Palmares
| Nationaal                 |    |                  |
| Belgisch kampioen         | 3x | 1993, 1994, 1995 |
| Beker van België          | 2x | 1990, 1994       |
| Belgische Supercup        | 2x | 1993, 1995       |
| Kampioen in tweede klasse | 1x | 1987             |
| Individueel               |    |                  |
| Man van het Seizoen       | 2x | 2002, 2003       |

## Trainerscarrière
Boffin zei het topvoetbal vaarwel en sloot zich aan bij het bescheiden VV Nieuwerkerken, een club uit de provinciale reeksen. In het seizoen 2010/11 was hij even als coach actief bij het Limburgse ESJ Alken. In 2011 trok hij als speler naar KDH Jeuk. Boffin bleef terwijl ook uitkomen voor zaalvoetbalploeg Reydams Halen. Vanaf 2011 werd hij er speler-trainer.
In juni 2012 werd hij bij STVV de assistent van trainer Guido Brepoels. Eerder was hij al spitsentrainer van de Kanaries. Door besparingen in 2013 moest hij echter een stap terugzetten, waarop hij in het scoutingsteam werd opgenomen. Hij werd er ook jeugdtrainer.
Op 10 maart 2017 raakte bekend dat Boffin bij de derdeprovincialer K. Bolderberg FC (in Heusden-Zolder) aan de slag gaat als hoofdcoach. Na nog geen week wordt hij weggekaapt door Patro Maasmechelen, waar hij de opvolger werd van Guido Brepoels. In februari 2018 werd hij weer vervangen door Brepoels. In november 2019 werd Boffin aangesteld als trainer van tweedeprovincialer KDH Jeuk, de club waar hij in de periode 2011-2012 al actief was als speler en speler-trainer. Begin maart 2020 werd  in onderling overleg besloten de samenwerking stop te zetten wegens tegenvallende resultaten.
Gedurende het seizoen 2024-2025 is Boffin de hoofdtrainer van KFC Diest dat uitkomt in 1ste provinciale.

## Faillissement
Tijdens zijn periode bij FC Metz investeerde Boffin net als enkele ploegmaats in de bouw van vier appartementsblokken. Hij stak zo'n 20 miljoen BEF (€500.000) in het project, maar de investering draaide op niets uit. In 2012 sprak de rechtbank van koophandel het persoonlijk faillissement van Boffin uit.

## Trivia
- In 1995 was Boffin samen met toenmalig Anderlecht-voorzitter Constant Vanden Stock (1914–2008) en Anderlecht-ploegmaats John Bosman, Yaw Preko, Marc Emmers, Philip Haagdoren en Bruno Versavel te zien in een aflevering van F.C. De Kampioenen (Mijnheer Constant, seizoen 6). Aan het einde van de aflevering hebben zij een cameo.